# Haarajärvi (sjö i Norra Karelen)
Haarajärvi är en sjö i Finland. Den ligger i kommunen Joensuu i landskapet Norra Karelen, i den sydöstra delen av landet, 400 km nordost om huvudstaden Helsingfors. Haarajärvi ligger 110,7 meter över havet. Den är 11,3 meter djup. Arean är 50,9 hektar och strandlinjen är 4,85 kilometer lång. Sjön  ingår i Jänisjokis huvudavrinningsområde.   I omgivningarna runt Haarajärvi växer i huvudsak blandskog.